# L'Ange des ténèbres (film, 1935)
Pour les articles homonymes, voir L'Ange des ténèbres et Dark Angel.
Pour plus de détails, voir Fiche technique et Distribution.
L'Ange des ténèbres (titre original : The Dark Angel) est un film américain réalisé par Sidney Franklin, sorti en 1935.

## Synopsis
Kitty Vane, Alan Trent et Gerald Shannon sont des amis inséparables depuis l'enfance. Alan et Gerald sont tous deux amoureux de Kitty, qui, elle, s'est entichée d'Alan toute sa vie. Gerald et Alan sont appelés sous les drapeaux pendant la Première Guerre mondiale. Ils rentrent chez eux pour dix jours, au cours desquels Alan demande Kitty en mariage et celle-ci accepte avec joie. Malgré son propre amour pour Kitty, Gerald donne sa bénédiction au couple. Cependant, le bonheur des jeunes mariés est écourté lorsque Gerald et Alan reçoivent l'ordre de retourner au front dès le lendemain. Kitty et Alan cherchent quelqu'un pour les marier, mais le temps leur manque. Ils décident qu'ils n'ont pas besoin de se marier officiellement, et acceptent de passer la nuit ensemble avant qu'Alan ne doive retourner à la guerre.
Alan et Kitty réservent une chambre dans une auberge. Lawrence, le cousin de Kitty, voit Alan apporter du champagne et des fleurs dans la chambre et comprend qu'Alan y a une femme, sans savoir qu'il s'agit de Kitty. Le lendemain, Lawrence taquine Alan à propos de la nuit précédente. Gérald ne comprend pas et croit qu'Alan a trompé Kitty. Lorsque Gerald le confronte, Alan ne révèle pas qu'il a passé la soirée avec Kitty. Même s'ils sont fiancés, cela ruinerait sa réputation.
Gérald, furieux pour Kitty, refuse d'accorder à Alan un congé pour qu'il puisse rentrer chez lui et l'épouser comme il se doit. Au lieu de cela, Gerald fait involontairement pression sur Alan pour qu'il se joigne à lui dans une mission dangereuse. Alan se porte noblement volontaire.
Des mois plus tard, Gerald rentre chez lui et retrouve Kitty. Ils pleurent tous les deux la mort d'Alan, croyant qu'il a été tué dans une explosion. Ensemble, ils résolvent le malentendu de Gerald et concluent qu'ils sont tous deux, d'une certaine manière, responsables de la mort d'Alan. Consumés par le chagrin, ils se rapprochent et développent des sentiments l'un pour l'autre.
Entre-temps, nous constatons qu'Alan n'est pas mort. Il a perdu la vue et a été soigné dans un hôpital allemand, adoptant le nom de "Roger Crane" afin que sa famille ne puisse pas le localiser. Sir George Barton, un médecin spécialisé dans l'aide aux patients aveugles, non seulement en les guérissant mais aussi en les aidant à s'adapter à leur nouvelle vie, trouve une photo d'Alan, Kitty et Gerald et se rend compte qu'Alan a changé de nom pour échapper à son passé. Sir George fait sortir "Roger" de l'hôpital et lui affecte un infirmier spécialement formé.
Alan prévoit de retourner auprès de Kitty, mais change d'avis à la dernière minute, pensant que les gens auront pitié d'elle et qu'elle ne s'occupera de lui que par devoir. Il quitte la ville et s'installe dans une auberge. Il se lie d'amitié avec les enfants de l'aubergiste, Betty, Joe et Ginger. Inspiré par son amitié avec eux, il commence à écrire une série de livres pour enfants à succès, et peut finalement emménager dans sa propre maison, avec une secrétaire privée.
Sir George rend visite à Alan, qui vit toujours sous le nom de "Roger", et voit dans le journal une photo de Kitty et Gerald avec l'annonce de leur mariage. Reconnaissant le couple de la photo d'Alan et se rendant compte qu'Alan est toujours amoureux de Kitty, Sir George les contacte. Au début, Gerald ne reconnaît pas le nom de Roger Crane, mais il comprend qui il est vraiment. Gerald et Kitty rendent visite à Alan, qui tente de leur cacher sa cécité. Au début, ils ne se rendent pas compte qu'il ne voit pas, et Kitty croit qu'Alan s'est éloigné d'elle et ne l'aime plus. Désireuse de se séparer en tant qu'amis, elle lui tend la main, mais il ne la voit pas. Elle croit qu'il l'a rejetée et part, mais Gerald se rend compte de la vérité et l'encourage à retourner dans la maison. Entendant des bruits de pas, Alan croit que sa secrétaire est dans la pièce et commence à lui parler. Kitty se rend compte qu'Alan est aveugle. Elle s'en moque et se précipite vers lui. Ils s'avouent enfin leur amour. Gerald les laisse à leurs retrouvailles.

## Fiche technique
- Titre : L'Ange des ténèbres
- Titre original : The Dark Angel
- Réalisation : Sidney Franklin
- Scénario : Lillian Hellman et Mordaunt Shairp d'après la pièce de Guy Bolton (crédité sous le pseudonyme H. B. Trevelyan)[1]
- Producteur : Samuel Goldwyn
- Société de production : The Samuel Goldwyn Company
- Société de distribution : United Artists
- Photographie : Gregg Toland
- Costumes : Omar Kiam
- Montage : Sherman Todd
- Pays d'origine : États-Unis
- Format : Noir et blanc - 1,37:1 - Mono
- Genre : Drame, romance
- Durée : 106 minutes
- Date de sortie : 1935

## Distribution
- Fredric March : Alan Trent
- Merle Oberon : Kitty Vane
- Herbert Marshall : Gerald Shannon
- Janet Beecher : Mme Shannon
- John Halliday : Sir George Barton
- Claud Allister : Lawrence Bidley
- Frieda Inescort : Ann West
- Lawrence Grant : M. Tanner
- Henrietta Crosman : Grand-mère Vanne
- George Breakston : Joe Gallop

Acteurs non crédités :
- Sarah Edwards : Mme Josephine Bidley
- Claude King : Sir Mordaunt
- Douglas Walton : Roulston